# 波蘭國家男子籃球隊
波蘭國家男子籃球隊（波蘭語：Reprezentacja Polski w koszykówce）是波蘭的國家男子籃球隊。在1963年於波蘭本國舉辦的歐洲籃球錦標賽上，波蘭曾經獲得銀牌。波蘭還在1936年奧運會上獲得了第四名的成績。波蘭最近一次參加奧運會籃球比賽是在1980年。波蘭只參加過一次世界籃球錦標賽，是在1967年。波蘭最近參加歐洲籃球錦標賽則是在2007年。